# 소넨베르크 터널
소넨베르크 터널(Sonnenberg Tunnel)은 1,550m 길이의 고속도로 터널로 1971년에서 1976년 사이에 건설되었으며, 스위스 루체른에 있다. 완공 당시 세계 최대의 민간 핵방공호이기도 했으며, 전쟁이나 재난 발생 시 20,000명의 민간인을 보호하기 위해 설계되었다.

## 차량 터널
키아소에서 바젤까지 A2 고속도로는 터널을 통과하며, 하루에 약 55,000대의 차량을 운송한다. 소넨베르크 및 로이스포트 터널을 포함하는 루체른을 통과하는 고속도로 구간을 대체하기 위해 우회로를 건설할 잠정 계획이 있다.
2003년에 이 구역의 전반적인 개조의 일환으로 남쪽 입구가 확장되었고, 소넨베르크의 남쪽 경사면의 수많은 주민들을 과도한 소음으로부터 보호하기 위해 대규모 소음 보호 구조물이 설치되었다. 2011년부터 2013년까지 터널 자체가 개조되었다.

## 민방위 대피소
1963년 연방법에 따라 스위스는 국가 전체 인구에 핵 낙진 대피소를 제공하는 것을 목표로 하고 있다.. 도심 근처에 새로운 터널을 건설하는 것은 동시에 많은 사람들에게 쉼터를 제공할 수 있는 기회로 여겨졌다. 터널을 낙진 대피소로 전환하는 데 드는 비용은 약 3,250만 달러이며, 이 중 약 500만 달러는 루체른 시에서 부담했다. 대피소는 2개의 고속도로 터널(여행 방향당 하나씩)으로 구성되어 있으며, 각 터널은 64인 구획에서 10,000명을 수용할 수 있다. 터널 사이의 7층 동굴에는 지휘소, 응급 병원, 라디오 스튜디오, 전화 센터, 감옥 및 환기 기계를 포함한 대피소 기반 시설이 있었다. 대피소는 1km 떨어진 곳에서 1메가톤의 핵폭발을 견딜 수 있도록 설계되었다. 터널 포털의 방폭문 두께는 1.5m, 무게는 350톤이다.
20,000명의 인구를 밀폐된 공간에 유지해야 하는 물류 문제는 철저히 조사되지 않았으며, 고속도로를 폐쇄하고 일반적인 교통 경로를 다시 지정해야 했기 때문에 설치 테스트가 어려웠다. 1987년 유일한 대규모 테스트인 도로 터널을 사용 가능한 대피소로 바꾸는 연습을 5일 동안 실시한 결과 많은 문제가 드러났다. 무엇보다도 4개의 방폭문을 모두 완전히 닫는 데 24시간이 걸렸고, 합리적인 시간 내에 20,000개의 침대를 늘린다. 그 후 쉼터의 수용 인원은 10,000-17,000명으로 재평가되었다. 대피소로서의 터널의 생존 가능성에 대한 의구심이 남아있었다.
냉전 종식 후, 전시 기간 동안 사용하도록 명확하게 조정되었고, 재해 후 단기 사용을 위해 몇 시간 내에 준비될 수 없는 설치에 대해 높은 유지 관리 비용이 정당화되지 않는 것처럼 보였다. 2006년, 오랜 정치적 논쟁 끝에 도로 터널의 2차 민방위 기능을 포기하고 대신 중앙의 7층 동굴을 2,000명을 수용할 수 있는 더 적은 수의 대피소로 전환하기로 결정했다. 2008년부터 사람들은 가이드 투어를 통해 동굴을 방문하고 냉전 시대의 벙커 세계에 대한 통찰력을 얻을 수 있다.